# يوكي شيباساكي
يوكي شيباساكي (باليابانية: 柴垣 勇輝) (6 مايو 1987 في هيوغو في اليابان – )؛ هو لاعب كرة قدم سابق كان يلعب كلاعب وسط.